# Okres Leżajsk
Okres Leżajsk (polsky Powiat leżajski) je okres v polském Podkarpatském vojvodství. Rozlohu má 583,01 km² a v roce 2019 zde žilo 69 370 obyvatel. Sídlem správy okresu je město Leżajsk.

## Gminy
Městská:
- Leżajsk

Městsko-vesnická:
- Nowa Sarzyna

Vesnické:
- Grodzisko Dolne
- Kuryłówka
- Leżajsk

## Města
- Leżajsk
- Nowa Sarzyna